# Candidature en 2022 des députés français de la XVe législature
Cette page présente la liste des candidatures en 2022 des députés français de la XVe législature de la Cinquième République et d'une éventuelle candidature à leur réélection lors des élections législatives des 12 et 19 juin 2022. Les députés en fonction sont présentés au moment du scrutin et de la fin de la mandature. L'année indiquée est celle de leur première élection à l'Assemblée nationale, les mandats pouvant cependant ne pas avoir été continus.
Plus de 50 sortants ont confirmé qu'ils ne seront pas candidats à leur succession lors des législatives de juin 2022.

## Contexte
À la fin de la législature, dix sièges sont vacants ou non pourvus : ceux précédemment occupés par Bruno Bonnell, Lamia El Aaraje, Sébastien David, Mustapha Laabid, Bernadette Beauvais, Gabriel Serville, Stéphane Baudu, Serge Letchimy, Benjamin Griveaux et Mickaël Nogal.

## Liste des députés ne se représentant pas
Au sein du groupe La République en marche
1. Yves Blein, député de la quatorzième circonscription du Rhône (LREM)[2]
2. Fannette Charvier, députée de la première circonscription du Doubs (LREM)[3]
3. Francis Chouat, député de la première circonscription de l'Essonne (app. LREM)[4]
4. Yves Daniel, député de la sixième circonscription de la Loire-Atlantique (LREM)[5]
5. Typhanie Degois, députée de la première circonscription de la Savoie (LREM)
6. Nicolas Démoulin, député de la huitième circonscription de l'Hérault (LREM)[6]
7. Christelle Dubos, députée de la douzième circonscription de la Gironde (LREM)[7]
8. Valéria Faure-Muntian, députée de la troisième circonscription de la Loire (LREM)[8]
9. Jean-Michel Fauvergue, député de la huitième circonscription de Seine-et-Marne (LREM)[9]
10. Raphaël Gauvain, député de la cinquième circonscription de Saône-et-Loire (LREM)[10]
11. Florence Granjus, députée de la douzième circonscription des Yvelines (LREM)[11]
12. Gaël Le Bohec, député de la quatrième circonscription d'Ille-et-Vilaine (LREM)[12]
13. Monique Limon, députée de la septième circonscription de l'Isère (LREM)[13]
14. Mounir Mahjoubi, député de la seizième circonscription de Paris (LREM)[14]
15. Thierry Michels, député de la première circonscription du Bas-Rhin (LREM)[15]
16. Mickaël Nogal, député de la quatrième circonscription de la Haute-Garonne (LREM)[16]
17. Hervé Pellois, député de la première circonscription du Morbihan (LREM)[17]
18. Damien Pichereau, député de la première circonscription de la Sarthe (LREM)[18]
19. Hugues Renson, député de la treizième circonscription de Paris (LREM)[19].
20. Gwendal Rouillard, député de la cinquième circonscription du Morbihan (LREM)[20]
21. François de Rugy, député de la première circonscription de la Loire-Atlantique (LREM)[21]
22. Denis Sommer, député de la troisième circonscription du Doubs (LREM)[22]
23. Alice Thourot, députée de la deuxième circonscription de la Drôme (LREM)[23]
24. Jean-Louis Touraine, député de la troisième circonscription du Rhône (LREM)[24]
25. Alain Tourret, député de la sixième circonscription du Calvados (LREM)[25]
26. Pierre Venteau, député de la deuxième circonscription de la Haute-Vienne (LREM)[26]

Au sein du groupe Les Républicains
1. Jean-Claude Bouchet, député de la deuxième circonscription de Vaucluse (LR)[27]
2. Gilles Carrez, député de la cinquième circonscription du Val-de-Marne (LR)[28]
3. Gérard Cherpion, député de la deuxième circonscription des Vosges (LR)[29]
4. Jean-Pierre Door, député de la quatrième circonscription du Loiret (LR)[30]
5. Marianne Dubois, députée de la cinquième circonscription du Loiret (LR)[30]
6. Jean-Jacques Ferrara, député de la première circonscription de Corse-du-Sud (LR)
7. Christian Jacob, député de la quatrième circonscription de Seine-et-Marne (LR)[31]
8. Charles de La Verpillière, député de la deuxième circonscription de l'Ain (LR)[32]
9. Gérard Menuel, député de la troisième circonscription de l'Aube (LR)[33]
10. Jean-François Parigi, député de la sixième circonscription de Seine-et-Marne (LR)[34]
11. Bérengère Poletti, député de la première circonscription des Ardennes (LR)[35]
12. Jean-Marie Sermier, député de la troisième circonscription du Jura (LR)[36]
13. Guy Teissier, député de la sixième circonscription des Bouches-du-Rhône (LR)[37]
14. Rémi Delatte, député de la deuxième circonscription de la Côte d'Or (LR)[38]

Au sein du groupe Mouvement démocrate et démocrates apparentés
1. Pascale Fontenel-Personne, député de la troisième circonscription de la Sarthe (MoDem, ex-LREM)[39]
2. Frédérique Tuffnell, députée de la deuxième circonscription de la Charente-Maritime (MoDem, ex-LREM)[40]

Au sein du groupe socialiste
1. Gisèle Biémouret, députée de la deuxième circonscription du Gers (PS)[41]
2. Christian Hutin, député de la treizième circonscription du Nord (MDC)[42]
3. Régis Juanico, député de la deuxième circonscription de la Loire (G.s)[43]

Au sein du groupe Agir ensemble
1. Annie Chapelier, députée de la quatrième circonscription du Gard (sans étiquette, ex-LREM)[44]
2. Antoine Herth, député de la cinquième circonscription du Bas-Rhin (Agir)[45]
3. Maina Sage, députée de la première circonscription de la Polynésie française (Tapura huiraatira)[46]

Au sein du groupe Libertés et territoires
1. Jennifer De Temmerman, députée de la quinzième circonscription du Nord (sans étiquette, ex-LREM)[47]
2. Jeanine Dubié, députée de la deuxième circonscription des Hautes-Pyrénées (PRG)[48]
3. François-Michel Lambert, député de la dixième circonscription des Bouches-du-Rhône (LEF, ex-LREM)[49]
4. Jean Lassalle, député de la quatrième circonscription des Pyrénées-Atlantiques (Résistons)[50]
5. Sébastien Nadot, député de la dixième circonscription de la Haute-Garonne (MDP, ex-LREM)[51]

Au sein du groupe La France insoumise
1. Jean-Luc Mélenchon, député de la quatrième circonscription des Bouches-du-Rhône (LFI)[52]
2. Sabine Rubin, députée de la neuvième circonscription de la Seine-Saint-Denis (LFI)[53]

Au sein du groupe de la gauche démocrate et républicaine
1. Marie-George Buffet, députée de la quatrième circonscription de la Seine-Saint-Denis (PCF)[54]
2. Jean-Paul Dufrègne, député de la première circonscription de l'Allier (PCF)[55]

Au sein des députés non inscrits
1. Émilie Cariou, députée de la deuxième circonscription de la Meuse (sans étiquette, ex-LREM)
2. Paula Forteza, députée de la deuxième circonscription des Français établis hors de France (sans étiquette, ex-LREM)[56]
3. Albane Gaillot, députée de la onzième circonscription du Val-de-Marne (sans étiquette, ex-LREM)[57]
4. Matthieu Orphelin, député de la première circonscription de Maine-et-Loire (sans étiquette, ex-LREM)[58]

## Liste intégrale des députés
Cette liste est sans doute incomplète et peut-être mal ordonnée. Votre aide est la bienvenue !
Le tableau contient 336 députés sur 577 à la date du 25 juin 2022.
| Nom                           | Parti | Parti     | Circonscription                      | Première élection | Se représente | Réélu ? |
| ----------------------------- | ----- | --------- | ------------------------------------ | ----------------- | ------------- | ------- |
| Damien Abad                   |       | LR        | Ain (5e)                             | 2012              | oui           | oui     |
| Caroline Abadie               |       | LREM      | Isère (8e)                           | 2017              | oui           | oui     |
| Jean-Félix Acquaviva          |       | FaC       | Haute-Corse (2e)                     | 2017              | oui           | oui     |
| Damien Adam                   |       | LREM      | Seine-Maritime (1re)                 | 2017              | oui           | oui     |
| Lénaïck Adam                  |       | LREM      | Guyane (2e)                          | 2017              | oui           | non     |
| Saïd Ahamada                  |       | LREM      | Bouches-du-Rhône (7e)                | 2017              | oui           | non     |
| Éric Alauzet                  |       | LREM      | Doubs (2e)                           | 2012              | oui           | oui     |
| Ramlati Ali                   |       | LREM      | Mayotte (1re)                        | 2017              | oui           | non     |
| Aude Amadou                   |       | LREM      | Loire-Atlantique (4e)                | 2017              | oui           | non     |
| Patrice Anato                 |       | LREM      | Seine-Saint-Denis (3e)               | 2017              | oui           | non     |
| Pieyre-Alexandre Anglade      |       | LREM      | Français établis hors de France (4e) | 2017              | oui           | oui     |
| Emmanuelle Anthoine           |       | LR        | Drôme (4e)                           | 2017              | oui           | oui     |
| Jean-Philippe Ardouin         |       | LREM      | Charente-Maritime (3e)               | 2017              | oui           | oui     |
| Christophe Arend              |       | LREM      | Moselle (6e)                         | 2017              | oui           | non     |
| Stéphanie Atger               |       | LREM      | Essonne (6e)                         | 2019              | non           | -       |
| Julien Aubert                 |       | LR        | Vaucluse (5e)                        | 2012              | oui           | non     |
| Edith Audibert                |       | LR        | Var (3e)                             | 2020              | non           | -       |
| Clémentine Autain             |       | LFI       | Seine-Saint-Denis (11e)              | 2017              | oui           | oui     |
| Laetitia Avia                 |       | LREM      | Paris (8e)                           | 2017              | oui           | non     |
| Joël Aviragnet                |       | PS        | Haute-Garonne (8e)                   | 2014              | oui           | oui     |
| Florian Bachelier             |       | LREM      | Ille-et-Vilaine (8e)                 | 2017              | oui           | non     |
| Delphine Bagarry              |       | LND       | Alpes-de-Haute-Provence (1re)        | 2017              | oui           | non     |
| Didier Baichère               |       | LREM      | Yvelines (1re)                       | 2017              | non           | -       |
| Erwan Balanant                |       | MoDem     | Finistère (8e)                       | 2017              | oui           | oui     |
| Françoise Ballet-Blu          |       | LREM      | Vienne (1re)                         | 2020              | oui           | non     |
| Géraldine Bannier             |       | MoDem     | Mayenne (2e)                         | 2017              | oui           | oui     |
| Frédéric Barbier              |       | LREM      | Doubs (4e)                           | 2015              | oui           | non     |
| Jean-Noël Barrot              |       | MoDem     | Yvelines (2e)                        | 2017              | oui           | oui     |
| Nathalie Bassire              |       | LR        | La Réunion (3e)                      | 2017              | oui           | oui     |
| Delphine Batho                |       | GÉ        | Deux-Sèvres (2e)                     | 2007              | oui           | oui     |
| Marie-Noëlle Battistel        |       | PS        | Isère (4e)                           | 2010              | oui           | oui     |
| Xavier Batut                  |       | DVC       | Seine-Maritime (10e)                 | 2017              | oui           | oui     |
| Thibault Bazin                |       | LR        | Meurthe-et-Moselle (4e)              | 2017              | oui           | oui     |
| Valérie Bazin-Malgras         |       | LR        | Aube (2e)                            | 2017              | oui           | oui     |
| Sophie Beaudouin-Hubière      |       | LREM      | Haute-Vienne (1re)                   | 2017              | oui           | non     |
| Valérie Beauvais              |       | LR        | Marne (1re)                          | 2017              | oui           | non     |
| Olivier Becht                 |       | Agir      | Haut-Rhin (5e)                       | 2017              | oui           | oui     |
| Belkhir Belhaddad             |       | LREM      | Moselle (1re)                        | 2017              | oui           | oui     |
| Philippe Benassaya            |       | LR        | Yvelines (11e)                       | 2020              | oui           | non     |
| Justine Benin                 |       | MoDem     | Guadeloupe (2e)                      | 2017              | oui           | non     |
| Thierry Benoit                |       | UDI       | Ille-et-Vilaine (6e)                 | 2007              | oui           | oui     |
| Aurore Bergé                  |       | LREM      | Yvelines (10e)                       | 2017              | oui           | oui     |
| Ugo Bernalicis                |       | LFI       | Nord (2e)                            | 2017              | oui           | oui     |
| Philippe Berta                |       | MoDem     | Gard (6e)                            | 2017              | oui           | oui     |
| Hervé Berville                |       | LREM      | Côtes-d'Armor (2e)                   | 2017              | oui           | oui     |
| Grégory Besson-Moreau         |       | LREM      | Aube (1re)                           | 2017              | oui           | non     |
| Barbara Bessot Ballot         |       | LREM      | Haute-Saône (1re)                    | 2017              | oui           | non     |
| Gisèle Biémouret              |       | PS        | Gers (2e)                            | 2007              | non           | -       |
| Bruno Bilde                   |       | RN        | Pas-de-Calais (12e)                  | 2017              | oui           | oui     |
| Emmanuel Blairy               |       | RN        | Pas-de-Calais (3e)                   | 2022              | oui           | oui     |
| Anne Blanc                    |       | LREM      | Aveyron (2e)                         | 2017              | non           | -       |
| Christophe Blanchet           |       | LREM      | Calvados (4e)                        | 2017              | oui           | oui     |
| Yves Blein                    |       | LREM      | Rhône (14e)                          | 2017              | oui           | non     |
| Anne-Laure Blin               |       | LR        | Maine-et-Loire (3e)                  | 2020              | oui           | oui     |
| Pascal Bois                   |       | LREM      | Oise (3e)                            | 2017              | oui           | non     |
| Philippe Bolo                 |       | MoDem     | Maine-et-Loire (7e)                  | 2017              | oui           | oui     |
| Émilie Bonnivard              |       | LR        | Savoie (3e)                          | 2017              | oui           | oui     |
| Aude Bono-Vandorme            |       | LREM      | Aisne (1re)                          | 2017              | oui           | non     |
| Jean-Yves Bony                |       | LR        | Cantal (2e)                          | 2017              | oui           | oui     |
| Julien Borowczyk              |       | LREM      | Loire (6e)                           | 2017              | oui           | non     |
| Éric Bothorel                 |       | LREM      | Côtes-d'Armor (5e)                   | 2017              | oui           | oui     |
| Ian Boucard                   |       | LR        | Territoire de Belfort (1re)          | 2017              | oui           | oui     |
| Claire Bouchet                |       | LREM      | Hautes-Alpes (2e)                    | 2017              | non           | -       |
| Jean-Claude Bouchet           |       | LR        | Vaucluse (2e)                        | 2007              | non           | -       |
| Sylvie Bouchet Bellecourt     |       | LR        | Seine-et-Marne (2e)                  | 2020              | non           | -       |
| Florent Boudié                |       | LREM      | Gironde (10e)                        | 2012              | oui           | oui     |
| Bernard Bouley                |       | LR        | Essonne (2e)                         | 2020              | non           | -       |
| Jean-Luc Bourgeaux            |       | LR        | Ille-et-Vilaine (7e)                 | 2020              | oui           | oui     |
| Bertrand Bouyx                |       | LREM      | Calvados (5e)                        | 2017              | oui           | oui     |
| Pierre-Yves Bournazel         |       | Agir      | Paris (18e)                          | 2017              | oui           | non     |
| Pascale Boyer                 |       | LREM      | Hautes-Alpes (1re)                   | 2017              | oui           | oui     |
| Marine Brenier                |       | LR        | Alpes-Maritimes (5e)                 | 2016              | oui           | non     |
| Xavier Breton                 |       | LR        | Ain (1re)                            | 2007              | oui           | oui     |
| Sylvain Brial                 |       | DVD       | Wallis-et-Futuna (1re)               | 2018              | non           | -       |
| Guy Bricout                   |       | UDI       | Nord (18e)                           | 2017              | oui           | oui     |
| Jean-Louis Bricout            |       | PS        | Aisne (3e)                           | 2012              | oui           | oui     |
| Jean-Jacques Bridey           |       | LREM      | Val-de-Marne (7e)                    | 2012              | non           | -       |
| Blandine Brocard              |       | LREM      | Rhône (5e)                           | 2017              | oui           | oui     |
| Bernard Brochand              |       | LR        | Alpes-Maritimes (8e)                 | 2001              | non           | -       |
| Moetai Brotherson             |       | Tavini    | Polynésie française (3e)             | 2017              | oui           | oui     |
| Vincent Bru                   |       | MoDem     | Pyrénées-Atlantiques (6e)            | 2017              | oui           | oui     |
| Fabrice Brun                  |       | LR        | Ardèche (3e)                         | 2017              | oui           | oui     |
| Alain Bruneel                 |       | PCF       | Nord (16e)                           | 2017              | oui           | non     |
| Marie-George Buffet           |       | PCF       | Seine-Saint-Denis (4e)               | 2002              | non           | -       |
| Carole Bureau-Bonnard         |       | LREM      | Oise (6e)                            | 2017              | oui           | non     |
| Céline Calvez                 |       | LREM      | Hauts-de-Seine (5e)                  | 2017              | oui           | oui     |
| Gilles Carrez                 |       | LR        | Val-de-Marne (5e)                    | 1993              | non           | -       |
| Émilie Cariou                 |       | LND       | Meuse (2e)                           | 2017              | non           | -       |
| Christophe Castaner           |       | LREM      | Alpes-de-Haute-Provence (2e)         | 2017              | oui           | non     |
| Michel Castellani             |       | FaC       | Haute-Corse (1re)                    | 2017              | oui           | oui     |
| Anne-Laure Cattelot           |       | LREM      | Nord (12e)                           | 2017              | oui           | non     |
| Jacques Cattin                |       | LR        | Haut-Rhin (2e)                       | 2017              | oui           | non     |
| Sébastien Cazenove            |       | LREM      | Pyrénées-Orientales (4e)             | 2017              | oui           | non     |
| Annie Chapelier               |       | DVC       | Gard (4e)                            | 2017              | non           | -       |
| Fannette Charvier             |       | LREM      | Doubs (1re)                          | 2017              | non           | -       |
| André Chassaigne              |       | PCF       | Puy-de-Dôme (5e)                     | 2002              | oui           | oui     |
| Sébastien Chenu               |       | RN        | Nord (19e)                           | 2017              | oui           | oui     |
| Gérard Cherpion               |       | LR        | Vosges (2e)                          | 2002              | non           | -       |
| Guillaume Chiche              |       | LND       | Deux-Sèvres (1re)                    | 2017              | oui           | non     |
| Francis Chouat                |       | app. LREM | Essonne (1re)                        | 2018              | non           | -       |
| Dino Cinieri                  |       | LR        | Loire (4e)                           | 2002              | oui           | oui     |
| Éric Ciotti                   |       | LR        | Alpes-Maritimes (1re)                | 2007              | oui           | oui     |
| Stéphane Claireaux            |       | LREM      | Saint-Pierre-et-Miquelon (1re)       | 2017              | non           | -       |
| Jean-Michel Clément           |       | PP        | Vienne (3e)                          | 2007              | oui           | non     |
| Christine Cloarec-Le Nabour   |       | LREM      | Ille-et-Vilaine (5e)                 | 2017              | oui           | oui     |
| Fabienne Colboc               |       | LREM      | Indre-et-Loire (4e)                  | 2017              | oui           | oui     |
| Paul-André Colombani          |       | PNC       | Corse-du-Sud (2e)                    | 2017              | oui           | oui     |
| Alexis Corbière               |       | LFI       | Seine-Saint-Denis (7e)               | 2017              | oui           | oui     |
| Pierre Cordier                |       | LR        | Ardennes (2e)                        | 2017              | oui           | oui     |
| François Cornut-Gentille      |       | LR        | Haute-Marne (2e)                     | 1993              | oui           | non     |
| Charles de Courson            |       | LC        | Marne (5e)                           | 1993              | oui           | oui     |
| Marie-Christine Dalloz        |       | LR        | Jura (2e)                            | 2007              | oui           | oui     |
| Yves Daniel                   |       | LREM      | Loire-Atlantique (6e)                | 2012              | non           | -       |
| Dominique Da Silva            |       | LREM      | Val-d'Oise (7e)                      | 2017              | oui           | oui     |
| Bernard Deflesselles          |       | LR        | Bouches-du-Rhône (9e)                | 1999              | non           | -       |
| Marc Delatte                  |       | LREM      | Aisne (4e)                           | 2017              | oui           | non     |
| Rémi Delatte                  |       | LR        | Côte d'Or (2e)                       | 2007              | non           | -       |
| Michel Delpon                 |       | LREM      | Dordogne (2e)                        | 2017              | oui           | non     |
| Nicolas Démoulin              |       | LREM      | Hérault (8e)                         | 2017              | non           | -       |
| Frédéric Descrozaille         |       | LREM      | Val-de-Marne (1re)                   | 2017              | oui           | oui     |
| Jennifer De Temmerman         |       | DVG       | Nord (15e)                           | 2017              | non           | -       |
| Vincent Descœur               |       | LR        | Cantal (1re)                         | 2017              | oui           | oui     |
| Pierre Dharréville            |       | PCF       | Bouches-du-Rhône (13e)               | 2017              | oui           | oui     |
| Éric Diard                    |       | LR        | Bouches-du-Rhône (12e)               | 2017              | oui           | non     |
| Julien Dive                   |       | LR        | Aisne (2e)                           | 2016              | oui           | oui     |
| Stéphanie Do                  |       | LREM      | Seine-et-Marne (10e)                 | 2017              | oui           | non     |
| Loïc Dombreval                |       | Horizons  | Alpes-Maritimes (2e)                 | 2017              | oui           | non     |
| Jean-Pierre Door              |       | LR        | Loiret (4e)                          | 2002              | non           | -       |
| Jeanine Dubié                 |       | PRG       | Hautes-Pyrénées (2e)                 | 2012              | non           | -       |
| Marianne Dubois               |       | LR        | Loiret (5e)                          | 2009              | non           | -       |
| Christelle Dubos              |       | LREM      | Gironde (2e)                         | 2017              | non           | -       |
| Nicole Dubré-Chirat           |       | LREM      | Maine-et-Loire (6e)                  | 2017              | oui           | oui     |
| Virginie Duby-Muller          |       | LR        | Haute-Savoie (4e)                    | 2012              | oui           | oui     |
| Audrey Dufeu                  |       | LREM      | Loire-Atlantique (8e)                | 2017              | oui           | non     |
| Jean-Paul Dufrègne            |       | PCF       | Allier (1re)                         | 2017              | non           | -       |
| Françoise Dumas               |       | LREM      | Gard (1re)                           | 2012              | oui           | non     |
| Frédérique Dumas              |       | DVC       | Hauts-de-Seine (13e)                 | 2017              | non           | -       |
| Laurence Dumont               |       | PS        | Calvados (2e)                        | 1997              | non           | -       |
| Pierre-Henri Dumont           |       | LR        | Pas-de-Calais (7e)                   | 2017              | oui           | oui     |
| Nicolas Dupont-Aignan         |       | DLF       | Essonne (8e)                         | 1997              | oui           | oui     |
| M'jid El Guerrab              |       | PRV       | Français établis hors de France (9e) | 2017              | non           | -       |
| Sophie Errante                |       | LREM      | Loire-Atlantique (10e)               | 2012              | oui           | oui     |
| Olivier Falorni               |       | PRG       | Charente-Maritime (1re)              | 2012              | oui           | oui     |
| Michel Fanget                 |       | MoDem     | Puy-de-Dôme (4e)                     | 2017              | non           | -       |
| Elsa Faucillon                |       | PCF       | Hauts-de-Seine (1re)                 | 2017              | oui           | oui     |
| Olivier Faure                 |       | PS        | Seine-et-Marne (11e)                 | 2012              | oui           | oui     |
| Valéria Faure-Muntian         |       | LREM      | Loire (3e)                           | 2017              | non           | -       |
| Jean-Michel Fauvergue         |       | LREM      | Seine-et-Marne (8e)                  | 2017              | non           | -       |
| Yannick Favennec              |       | UDI       | Mayenne (3e)                         | 2002              | oui           | oui     |
| Richard Ferrand               |       | LREM      | Finistère (6e)                       | 2012              | oui           | non     |
| Jean-Jacques Ferrara          |       | LR        | Corse-du-Sud (1re)                   | 2017              | non           | -       |
| Pascale Fontenel-Personne     |       | MoDem     | Sarthe (3e)                          | 2017              | non           | -       |
| Nicolas Forissier             |       | LR        | Indre (2e)                           | 2017              | oui           | oui     |
| Paula Forteza                 |       | DVC       | Français établis hors de France (2e) | 2017              | non           | -       |
| Albane Gaillot                |       | DVC       | Val-de-Marne (11e)                   | 2017              | non           | -       |
| Claude de Ganay               |       | LR        | Loiret (3e)                          | 2012              | non           | -       |
| Guillaume Garot               |       | PS        | Mayenne (1re)                        | 2007              | oui           | oui     |
| Maud Gatel                    |       | MoDem     | Paris (11e)                          | 2021              | oui           | oui     |
| Annie Genevard                |       | LR        | Doubs (5e)                           | 2012              | oui           | oui     |
| Raphaël Gérard                |       | LREM      | Charente-Maritime (4e)               | 2017              | oui           | oui     |
| Olga Givernet                 |       | LREM      | Ain (3e)                             | 2017              | oui           | oui     |
| Philippe Gomès                |       | CE        | Nouvelle-Calédonie (2e)              | 2012              | non           | -       |
| Philippe Gosselin             |       | LR        | Manche (1re)                         | 2007              | oui           | oui     |
| Guillaume Gouffier-Cha        |       | LREM      | Val-de-Marne (6e)                    | 2017              | oui           | oui     |
| Perrine Goulet                |       | MoDem     | Nièvre (1re)                         | 2017              | oui           | oui     |
| Florence Granjus              |       | LREM      | Yvelines (12e)                       | 2017              | non           | -       |
| Jean-Carles Grelier           |       | LR        | Sarthe (5e)                          | 2017              | oui           | oui     |
| Marie Guévenoux               |       | LREM      | Essonne (9e)                         | 2017              | oui           | oui     |
| David Habib                   |       | PS        | Pyrénées-Atlantiques (3e)            | 2002              | oui           | oui     |
| Meyer Habib                   |       | UDI       | Français établis hors de France (8e) | 2013              | oui           | oui     |
| Michel Herbillon              |       | LR        | Val-de-Marne (8e)                    | 1997              | oui           | oui     |
| Antoine Herth                 |       | Agir      | Bas-Rhin (5e)                        | 2002              | non           | -       |
| Patrick Hetzel                |       | LR        | Bas-Rhin (7e)                        | 2012              | oui           | oui     |
| Myriane Houplain              |       | REC       | Pas-de-Calais (10e)                  | 2021              | oui           | non     |
| Christian Hutin               |       | MDC       | Nord (13e)                           | 2007              | non           | -       |
| Sébastien Huyghe              |       | LR        | Nord (5e)                            | 2002              | oui           | non     |
| Monique Iborra                |       | LREM      | Haute-Garonne (6e)                   | 2007              | oui           | oui     |
| Christian Jacob               |       | LR        | Seine-et-Marne (4e)                  | 1995              | non           | -       |
| Élodie Jacquier-Laforge       |       | MoDem     | Isère (9e)                           | 2017              | oui           | oui     |
| Christophe Jerretie           |       | MoDem     | Corrèze (1re)                        | 2017              | oui           | non     |
| François Jolivet              |       | LREM      | Indre (1re)                          | 2017              | oui           | oui     |
| Bruno Joncour                 |       | MoDem     | Côtes-d'Armor (1re)                  | 2017              | non           | -       |
| Régis Juanico                 |       | G.s       | Loire (1re)                          | 2007              | non           | -       |
| Hubert Julien-Laferrière      |       | GE        | Rhône (2e)                           | 2017              | oui           | oui     |
| Sébastien Jumel               |       | PCF       | Seine-Maritime (6e)                  | 2017              | oui           | oui     |
| Mansour Kamardine             |       | LR        | Mayotte (2e)                         | 2017              | oui           | oui     |
| Marietta Karamanli            |       | DVG       | Sarthe (2e)                          | 2007              | oui           | oui     |
| Manuéla Kéclard-Mondésir      |       | DVG       | Martinique (2e)                      | 2018              | non           | -       |
| Stéphanie Kerbarh             |       | PRG       | Seine-Maritime (9e)                  | 2017              | oui           | non     |
| Yannick Kerlogot              |       | LREM      | Côtes-d'Armor (4e)                   | 2017              | oui           | non     |
| Fadila Khattabi               |       | LREM      | Côte-d'Or (3e)                       | 2017              | oui           | oui     |
| Rodrigue Kokouendo            |       | LREM      | Seine-et-Marne (7e)                  | 2017              | oui           | non     |
| Jacques Krabal                |       | LREM      | Aisne (5e)                           | 2012              | non           | -       |
| Brigitte Kuster               |       | LR        | Paris (4e)                           | 2017              | oui           | non     |
| Jean-Christophe Lagarde       |       | UDI       | Seine-Saint-Denis (5e)               | 2002              | oui           | non     |
| Jean-Luc Lagleize             |       | MoDem     | Haute-Garonne (2e)                   | 2017              | oui           | non     |
| François-Michel Lambert       |       | DVG       | Bouches-du-Rhône (10e)               | 2012              | non           | -       |
| Jérôme Lambert                |       | MDC       | Charente (3e)                        | 1986              | oui           | non     |
| Anne-Christine Lang           |       | LREM      | Paris (10e)                          | 2017              | oui           | non     |
| Guillaume Larrivé             |       | LR        | Yonne (1re)                          | 2012              | oui           | non     |
| Jean-Charles Larsonneur       |       | LREM      | Finistère (2e)                       | 2017              | oui           | oui     |
| Jean Lassalle                 |       | RES       | Pyrénées-Atlantiques (4e)            | 2002              | non           | -       |
| Florence Lasserre             |       | MoDem     | Pyrénées-Atlantiques (5e)            | 2017              | oui           | oui     |
| Charles de La Verpillière     |       | LR        | Ain (2e)                             | 2007              | non           | -       |
| Karine Lebon                  |       | PLR       | La Réunion (2e)                      | 2020              | oui           | oui     |
| Christophe Leclercq           |       | LREM      | Pas-de-Calais (6e)                   | 2021              | non           | -       |
| Jean-Paul Lecoq               |       | PCF       | Seine-Maritime (8e)                  | 2017              | oui           | oui     |
| Vincent Ledoux                |       | Agir      | Nord (10e)                           | 2012              | non           | -       |
| Didier Le Gac                 |       | LREM      | Finistère (3e)                       | 2017              | oui           | oui     |
| Martine Leguille-Balloy       |       | LREM      | Vendée (4e)                          | 2017              | oui           | non     |
| Gaël Le Bohec                 |       | LREM      | Ille-et-Vilaine (4e)                 | 2017              | non           | -       |
| Marc Le Fur                   |       | LR        | Côtes-d'Armor (3e)                   | 1993              | oui           | oui     |
| Marine Le Pen                 |       | RN        | Pas-de-Calais (11e)                  | 2017              | oui           | oui     |
| Gérard Leseul                 |       | PS        | Seine-Maritime (5e)                  | 2020              | oui           | oui     |
| Geneviève Levy                |       | LR        | Var (1re)                            | 2002              | non           | -       |
| Monique Limon                 |       | LREM      | Isère (7e)                           | 2017              | non           | -       |
| Patrick Loiseau               |       | LREM      | Vendée (2e)                          | 2019              | oui           | non     |
| Marie-France Lorho            |       | LS        | Vaucluse (4e)                        | 2017              | oui           | oui     |
| Véronique Louwagie            |       | LR        | Orne (2e)                            | 2012              | oui           | oui     |
| Marie-Ange Magne              |       | LREM      | Haute-Vienne (3e)                    | 2017              | non           | -       |
| Lise Magnier                  |       | Horizons  | Marne (4e)                           | 2017              | oui           | oui     |
| Mounir Mahjoubi               |       | LREM      | Paris (16e)                          | 2017              | non           | -       |
| Laurence Maillart-Méhaignerie |       | LREM      | Ille-et-Vilaine (2e)                 | 2017              | oui           | oui     |
| Emmanuel Maquet               |       | LR        | Somme (3e)                           | 2017              | oui           | oui     |
| Jacqueline Maquet             |       | LREM      | Pas-de-Calais (2e)                   | 2007              | oui           | oui     |
| Olivier Marleix               |       | LR        | Eure-et-Loir (2e)                    | 2012              | oui           | oui     |
| Denis Masséglia               |       | LREM      | Maine-et-Loire (5e)                  | 2017              | oui           | oui     |
| Max Mathiasin                 |       | DVG       | Guadeloupe (3e)                      | 2017              | oui           | oui     |
| Fabien Matras                 |       | LREM      | Var (8e)                             | 2017              | oui           | oui     |
| Jean-Paul Mattei              |       | MoDem     | Pyrénées-Atlantiques (2e)            | 2017              | oui           | oui     |
| Stéphane Mazars               |       | LREM      | Aveyron (1re)                        | 2017              | oui           | oui     |
| Jean François Mbaye           |       | LREM      | Val-de-Marne (2e)                    | 2017              | oui           | non     |
| Nicolas Meizonnet             |       | RN        | Gard (2e)                            | 2020              | oui           | oui     |
| Jean-Luc Mélenchon            |       | LFI       | Bouches-du-Rhône (4e)                | 2017              | non           | -       |
| Emmanuelle Ménard             |       | EXD       | Hérault (6e)                         | 2017              | oui           | oui     |
| Gérard Menuel                 |       | LR        | Aube (3e)                            | 1995              | non           | -       |
| Sophie Métadier               |       | UDI       | Indre-et-Loire (3e)                  | 2021              | oui           | non     |
| Frédérique Meunier            |       | LR        | Corrèze (2e)                         | 2017              | oui           | oui     |
| Thierry Michels               |       | LREM      | Bas-Rhin (1re)                       | 2017              | non           | -       |
| Paul Molac                    |       | DVG       | Morbihan (4e)                        | 2012              | oui           | oui     |
| Jean-Baptiste Moreau          |       | LREM      | Creuse                               | 2017              | oui           | non     |
| Sandrine Mörch                |       | LREM      | Haute-Garonne (9e)                   | 2017              | oui           | non     |
| Pierre Morel-À-L'Huissier     |       | LR        | Lozère (1re)                         | 2002              | oui           | oui     |
| Sébastien Nadot               |       | MdP       | Haute-Garonne (10e)                  | 2017              | non           | -       |
| Jean-Philippe Nilor           |       | Péyi-A    | Martinique (4e)                      | 2012              | oui           | oui     |
| Mickaël Nogal                 |       | LREM      | Haute-Garonne (4e)                   | 2017              | non           | -       |
| Danièle Obono                 |       | LFI       | Paris (17e)                          | 2017              | oui           | oui     |
| Valérie Oppelt                |       | LREM      | Loire-Atlantique (2e)                | 2017              | oui           | non     |
| Matthieu Orphelin             |       | DVC       | Maine-et-Loire (1re)                 | 2017              | non           | -       |
| Catherine Osson               |       | LREM      | Nord (8e)                            | 2017              | oui           | non     |
| Bertrand Pancher              |       | PRV       | Meuse (1re)                          | 2007              | oui           | oui     |
| Jean-François Parigi          |       | LR        | Seine-et-Marne (6e)                  | 2017              | non           | -       |
| Zivka Park                    |       | LREM      | Val-d'Oise (9e)                      | 2017              | oui           | non     |
| Éric Pauget                   |       | LR        | Alpes-Maritimes (7e)                 | 2017              | oui           | oui     |
| Hervé Pellois                 |       | LREM      | Morbihan (1re)                       | 2012              | non           | -       |
| Guillaume Peltier             |       | REC       | Loir-et-Cher (2e)                    | 2017              | oui           | non     |
| Bernard Perrut                |       | LR        | Rhône (9e)                           | 1997              | non           | -       |
| Anne-Laurence Petel           |       | LREM      | Bouches-du-Rhône (14e)               | 2017              | oui           | oui     |
| Christelle Petex-Levet        |       | LR        | Haute-Savoie (3e)                    | 2021              | oui           | oui     |
| Maud Petit                    |       | MoDem     | Val-de-Marne (4e)                    | 2017              | oui           | oui     |
| Stéphane Peu                  |       | PCF       | Seine-Saint-Denis (8e)               | 2017              | oui           | oui     |
| Bénédicte Peyrol              |       | LREM      | Allier (3e)                          | 2017              | oui           | non     |
| Damien Pichereau              |       | LREM      | Sarthe (1re)                         | 2017              | non           | -       |
| Sylvia Pinel                  |       | PRG       | Tarn-et-Garonne (2e)                 | 2007              | oui           | non     |
| Christine Pirès-Beaune        |       | PS        | Puy-de-Dôme (2e)                     | 2012              | oui           | oui     |
| Bérengère Poletti             |       | LR        | Ardennes (1re)                       | 2002              | non           | -       |
| Nathalie Porte                |       | LR        | Calvados (3e)                        | 2020              | oui           | non     |
| Dominique Potier              |       | PS        | Meurthe-et-Moselle (5e)              | 2012              | oui           | oui     |
| Catherine Pujol               |       | RN        | Pyrénées-Orientales (2e)             | 2020              | non           | -       |
| François Pupponi              |       | TdP       | Val-d'Oise (8e)                      | 2007              | oui           | non     |
| Didier Quentin                |       | LR        | Charente-Maritime (5e)               | 1997              | oui           | non     |
| Valérie Rabault               |       | PS        | Tarn-et-Garonne (1re)                | 2012              | oui           | oui     |
| Cathy Racon-Bouzon            |       | LREM      | Bouches-du-Rhône (5e)                | 2017              | oui           | non     |
| Pierre-Alain Raphan           |       | LREM      | Essonne (10e)                        | 2017              | non           | -       |
| Julien Ravier                 |       | LR        | Bouches-du-Rhône (1re)               | 2020              | non           | -       |
| Rémy Rebeyrotte               |       | LREM      | Saône-et-Loire (3e)                  | 2017              | oui           | oui     |
| Robin Reda                    |       | LR        | Essonne (7e)                         | 2017              | oui           | oui     |
| Frédéric Reiss                |       | LR        | Bas-Rhin (8e)                        | 2002              | non           | -       |
| Jean-Luc Reitzer              |       | LR        | Haut-Rhin (3e)                       | 1988              | non           | -       |
| Hugues Renson                 |       | LREM      | Paris (13e)                          | 2017              | non           | -       |
| Jacques Rey                   |       | LREM      | Haute-Savoie (2e)                    | 2022              | non           | -       |
| Bernard Reynès                |       | LR        | Bouches-du-Rhône (15e)               | 2007              | oui           | non     |
| Cécile Rilhac                 |       | LREM      | Val-d'Oise (3e)                      | 2017              | oui           | oui     |
| Véronique Riotton             |       | LR        | Haute-Savoie (1re)                   | 2017              | oui           | oui     |
| Stéphanie Rist                |       | LREM      | Loiret (1re)                         | 2017              | oui           | oui     |
| Marie-Pierre Rixain           |       | LREM      | Essonne (4e)                         | 2017              | oui           | oui     |
| Laëtitia Romeiro Dias         |       | LREM      | Essonne (3e)                         | 2017              | non           | -       |
| Claudia Rouaux                |       | PS        | Ille-et-Vilaine (3e)                 | 2020              | oui           | oui     |
| Gwendal Rouillard             |       | LREM      | Morbihan (5e)                        | 2011              | non           | -       |
| Cédric Roussel                |       | LREM      | Alpes-Maritimes (3e)                 | 2017              | non           | -       |
| Fabien Roussel                |       | PCF       | Nord (20e)                           | 2017              | oui           | oui     |
| Sabine Rubin                  |       | LFI       | Seine-Saint-Denis (9e)               | 2017              | non           | -       |
| François de Rugy              |       | LREM      | Loire-Atlantique (1re)               | 2007              | non           | -       |
| Pacôme Rupin                  |       | LREM      | Paris (7e)                           | 2017              | non           | -       |
| Maina Sage                    |       | Tapura    | Polynésie française (1re)            | 2014              | non           | -       |
| Hervé Saulignac               |       | PS        | Ardèche (1re)                        | 2017              | oui           | oui     |
| Jean-Marie Sermier            |       | LR        | Jura (3e)                            | 2002              | non           | -       |
| Nathalie Serre                |       | LR        | Rhône (8e)                           | 2020              | oui           | oui     |
| Benoît Simian                 |       | Horizons  | Gironde (5e)                         | 2017              | oui           | non     |
| Thierry Solère                |       | LREM      | Hauts-de-Seine (9e)                  | 2012              | non           | -       |
| Denis Sommer                  |       | LREM      | Doubs (3e)                           | 2017              | non           | -       |
| Joachim Son-Forget            |       | REC       | Français établis hors de France (6e) | 2017              | oui           | non     |
| Sira Sylla                    |       | LREM      | Seine-Maritime (4e)                  | 2017              | oui           | non     |
| Michèle Tabarot               |       | LR        | Alpes-Maritimes (9e)                 | 2002              | oui           | oui     |
| Aurélien Taché                |       | LND       | Val-d'Oise (10e)                     | 2017              | oui           | oui     |
| Guy Teissier                  |       | LR        | Bouches-du-Rhône (6e)                | 1988              | non           | -       |
| Sylvain Templier              |       | LREM      | Haute-Marne (1re)                    | 2020              | non           | -       |
| Sabine Thillaye               |       | LREM      | Indre-et-Loire (5e)                  | 2017              | oui           | oui     |
| Alice Thourot                 |       | LREM      | Drôme (2e)                           | 2017              | non           | -       |
| Jean-Louis Touraine           |       | LREM      | Rhône (3e)                           | 2007              | non           | -       |
| Alain Tourret                 |       | LREM      | Calvados (6e)                        | 1997              | non           | -       |
| Laurence Trastour-Isnart      |       | LR        | Alpes-Maritimes (6e)                 | 2017              | oui           | non     |
| Stéphane Travert              |       | LREM      | Manche (3e)                          | 2012              | oui           | oui     |
| Stéphane Trompille            |       | LREM      | Ain (4e)                             | 2017              | oui           | non     |
| Frédérique Tuffnell           |       | MoDem     | Charente-Maritime (2e)               | 2017              | non           | -       |
| Cécile Untermaier             |       | PS        | Saône-et-Loire (4e)                  | 2012              | oui           | oui     |
| Alexandra Valetta-Ardisson    |       | LREM      | Alpes-Maritimes (4e)                 | 2017              | oui           | non     |
| Laurence Vanceunebrock        |       | LREM      | Allier (2e)                          | 2017              | oui           | non     |
| Pierre Venteau                |       | LREM      | Haute-Vienne (2e)                    | 2019              | non           | -       |
| Laurence Vichnievsky          |       | MoDem     | Puy-de-Dôme (3e)                     | 2017              | oui           | oui     |
| Michèle Victory               |       | PS        | Ardèche (2e)                         | 2017              | non           |         |
| Jean-Pierre Vigier            |       | LR        | Haute-Loire (2e)                     | 2012              | oui           | oui     |
| Philippe Vigier               |       | MoDem     | Eure-et-Loir (4e)                    | 2007              | oui           | oui     |
| Patrick Vignal                |       | LREM      | Hérault (9e)                         | 2012              | oui           | oui     |
| Corinne Vignon                |       | LREM      | Haute-Garonne (3e)                   | 2017              | oui           | oui     |
| Cédric Villani                |       | GÉ        | Essonne (5e)                         | 2017              | oui           | non     |
| André Villiers                |       | UDI       | Yonne (2e)                           | 2017              | oui           | oui     |
| Jean-Luc Warsmann             |       | DVD       | Ardennes (3e)                        | 1993              | oui           | oui     |
| Sylvain Waserman              |       | MoDem     | Bas-Rhin (2e)                        | 2017              | oui           | non     |
| Éric Woerth                   |       | app. LREM | Oise (4e)                            | 2002              | oui           | oui     |
| Martine Wonner                |       | DVD       | Bas-Rhin (4e)                        | 2017              | oui           | non     |
| Hubert Wulfranc               |       | PCF       | Seine-Maritime (3e)                  | 2017              | oui           | oui     |
| Michel Zumkeller              |       | UDI       | Territoire de Belfort (2e)           | 2002              | oui           | non     |
| Vacant                        |       | -         | Ille-et-Vilaine (1re)                | -                 | -             | -       |